# Xylotrechus stebbingi
Xylotrechus stebbingi är en skalbaggsart som beskrevs av Charles Joseph Gahan 1906. Xylotrechus stebbingi ingår i släktet Xylotrechus och familjen långhorningar.
Artens utbredningsområde är:
- Tibet.
- Frankrike.
- Israel.

Inga underarter finns listade i Catalogue of Life.